# Katioucha (chanson)
Ne pas confondre avec Kalinka.
Pour les articles homonymes, voir Katioucha (homonymie).
Clip vidéo
[vidéo] « Katioucha - Les Choeurs de l'Armée Rouge », sur YouTube
[vidéo] « Rika Zaraï - Casatchok », sur YouTube
Katioucha ou Katyusha (en russe : Катюша, hypocoristique de Екатерина, Iekatérina) est une chanson d'amour traditionnelle russe soviétique, composée par Matveï Blanter, avec des paroles de Mikhaïl Issakovski,,, interprétée pour la première fois en 1938 par Vera Krassovitskaïa (ru), Gueorgui Vinogradov et Vsevolod Tioutiounnik, avec l'orchestre de Viktor Knouchevitski.

## Thèmes
Katioucha est un diminutif affectueux du prénom russe Iekaterina (Екатерина, Catherine). La chanson raconte qu'à la fin de l'hiver, quand les combats de la guerre reprennent, une jeune fille adresse une prière à son amant parti au front, en réponse aux lettres qu'elle a reçues de lui. Katioucha monte sur la berge fleurie au-dessus des rapides en débâcle et confie à l'aigle sa prière, que celui qu'elle aime protège la terre natale et sauve ainsi leur amour.

## Histoire

### Seconde Guerre mondiale
Pendant la Seconde Guerre mondiale, de nombreux interprètes, dont la chanteuse russe Lidia Rouslanova et les Chœurs de l'Armée rouge l'ont régulièrement interprétée, entre autres sur des fronts russes pour soutenir le moral des troupes de l'Armée rouge, à la suite de l'opération d'invasion de l'Union soviétique par le Troisième Reich, avec autant de succès que Lili Marleen du côté allemand.
Le redoutable lance-roquettes multiple soviétique Katioucha de 1941, de la Seconde Guerre mondiale, surnommé  « orgues de Staline » (Stalinorgel) par les Allemands, est baptisé de ce nom d’après cette chanson patriotique.
En 1943, Felice Cascione (it) écrit sur la même mélodie un texte italien qui, sous le titre Fischia il vento (Le vent siffle), devient ainsi l'une des chansons les plus célèbres des résistants italiens.
Nat King Cole a adapté la chanson en 1945 sous le titre Katusha. Il interprète la mélodie dans un style jazz-swing caractéristique de ses enregistrements de l’époque, et propose des paroles en anglais très éloignées du contexte patriotique et militaire du texte original[réf. nécessaire].

## Reprises et adaptations
La chanson fait partie du répertoire traditionnel des Chœurs de l'Armée rouge, également reprise entre autres par Gueorgui Vinogradov, Édouard Khil, Anna German, Dmitri Khvorostovski, Yossif Kobzon et Ivan Rebroff (1968).
Fischia il vento, le célèbre hymne des partisans italiens pendant la guerre civile italienne, reprend la mélodie de Katioucha avec des paroles différentes.
L'air de la musique a été reprise dans le chant français En traineau, dont les paroles sont en revanches différentes.

## Dans la culture populaire

### Musique
Le thème musical est repris en 1969 par Rika Zaraï dans la chanson Casatschok (« C'est l'hiver qui frappe à notre porte ») sur des paroles françaises de Boris Rubaschkin.

### Cinéma
- 1978 : Voyage au bout de l'enfer, film de Michael Cimino, avec Robert De Niro.
- 2018 : Guerre froide, de Paweł Pawlikowski.
- 1959 : Le Destin d'un homme, film de Serguei Bondartchouk

### Téléfilms
- 2019 : Coup de foudre à Saint-Pétersbourg, téléfilm de Christophe Douchand.

### Dessins animés
- 2012 : Girls und Panzer, animé, épisode 8, interprétée en russe par les personnages de Katyusha et Nonna du lycée Pravda, doublées respectivement par Hisako Kanemoto et Sumire Uesaka.

### Clip Musical
- 2025 : Le groupe « Без игрушек », composé de Ксюша Таранец (Ksyusha Taranez), Аня Гранина (Anna Granina) et deкира колбасова (Kira Kolbasova), interprète la chanson en hommage à leurs arrière-grand-mères. Tout au long du clip, elles apparaissent aux côtés de ces dernières.